# Ляльковий світ
Львівський фестиваль «Ляльковий світ» — перший на території України фестиваль ляльки, метою якого є ознайомлення широкого глядача з феноменом авторської ляльки, поширення культури лялькової творчості та налагодження контактів між митцями даного напряму. Відбувся у Львові, в приміщенні Львівського палацу мистецтв (вул. Коперника, 17) в період 13-22 жовтня 2009 р.
Організатором фестивалю виступила Львівська обласна громадська організація "Інформаційно-мистецький центр «365», ідея проекту належала Ірині Сорокіній, менеджером проекту виступила Ганна Гаврилів.
У фестивалі взяли участь близько 50 авторів-лялькарів з усієї України та зарубіжжя. Географія широка — міста Дніпропетровськ, Донецьк, Київ, Кіровоград, Львів, Одеса, Ужгород, Харків, Черкаси, регіони — Львівщина (Самбір, Івано-Франкове), Івано-Франківщина (Косів) та Тернопільщина, а також Росія (Саратов). Поважним гостем Фестивалю стала міні-експозиція театральних ляльок, представлена Львівським державним обласним театром ляльок.
Було представлено широкий спектр технік та напрямів виконання авторської ляльки — від етнічних українських ляльок-мотанок до інтерпретацій плюшевих ведмедиків Тедді, від солом'яних янголят до монументальних ляльок-монстрів, від ляльок-оберегів з хрестовинами на обличчях до декоративних лялечок з натуралістично прописаними личками. Серед експонатів, зокрема, — текстильна, вузликова, валяна, в'язана та килимова ляльки, ляльки-мотанки з трави, соломи, ниток, ляльки з пап'є-маше, кераміки, паперклей, ПФФ, Фімо, дерева, мохера, скла, а також тедді.
В рамках Фестивалю пройшли різноманітні майстер-класи, літературні дитячі та дорослі марафони, виставка художньої фотографії на тему ляльки.
На майстер-класах відвідувачам було запропоновано самостійно зробити сирну лялечку (вела пані Марія з с. Кути, Косівщина), трав'яну лялька-мотанку (вела Роксоляна Садова, Львів), керамічну ляльку (вела Ольга Пильник, Львів), а також вовняну валяну ляльку (вела Ната Резанова, Київ).
Стіни експозиційного залу прикрашала міні-виставка фотографій ляльок, виконана львівськими фотографами Іриною Баранською та Анною Мінаєвою.
У дитячому Літературному марафоні «Історія однієї ляльки» взяли активну участь діти зі школи «Світанок», студії «Джерельце».
А літературний марафон для дорослих «Ностальгія за лялькою» підтримали відомі львівські письменниці Галина Пагутяк, Ева Ґата, Христина Лукащук, молодий скандальний поет Гриць Семенчук та інші (Ірина Сорокіна, Устина Лукащук тощо).
Фестиваль отримав широкий розголос в ЗМІ. Про нього активно писала не лише львівська (газети «Високий замок», «Львівська газета», «Ратуша», «Суботня пошта», журнал «Lviv Today» тощо), але й київська преса (газети «Культура», «Слово»). За версією львівської газети «Суботня пошта» (№ 144 від 24.12.2009. — с.9) Перший львівський Фестиваль «Ляльковий світ» визнано Фестивалем року.
Відгомоном Фестивалю стало відкриття 11 грудня 2009 р. виставки авторських ялинок в Торговому центрі «Львів» на ринку «Південний».

## Другий львівський фестиваль «Ляльковий світ»
Відбувся 15-26 вересня 2010 в музеї етнографії та художнього промислу Інституту Народознавства НАН України
У фестивалі взяло участь близько 100 авторів-лялькарів з усієї України та з-за кордону.
На фестивалі «Ляльковий світ» автори представили три типи категорій ляльок:
- колекційну авторську ляльку: Людмила Ляхович, Нонна Сакун, Леся Король (Київ), Лада Громова (Харків), Катерина Букрєєва (Луганськ), Лариса Шампань (Львів);
- ведмедиків Тедді — Оксана Скляренко (суддя Міжнародного класу Московського журналу «Потап», Київ), Ольга Бородіна та Лариса Ошмянська (Одеса), Марія Гуйда (тедді-мініатюра, Київ), Олена Гавриленко (Росія) та інші;
- етнічно — інтер'єрну ляльку — Людмила Тесленко-Пономаренко (Київ), Олександра Пренко (Кіровоград), Галина Дзюба (Львів).

В експозиції також були представлені живопис та художня фотографія на тему ляльки. Зокрема, до фестивалю долучилися художники Нана Семенкова (Севастополь), Оксана Скляренко (Київ), Юрій Кох, Ольга Погрібна-Кох, Сергій Резніченко, Ілона Муравйова, Тетяна Шепеть, Наталя Федунь (Львів), а також львівські фотографи.
В рамках фестивалю пройшли майстер-класи, літературні марафони, показ документального фільму та лотерея.

## Учасники ПЛФ «Ляльковий світ»
| 1. Аладьїна Юлія (Харків) 2. Б’єро Валентина (Донецьк) 3. Бичкова Вікторія (Саратов) 4. Бородина Ольга (Одеса) 5. Вербицька Ірина (Тернопільщина) 6. Веселовська Наталія (Харків) 7. Міненко Вікторія (харків) 8. Годзенко Людмила (Черкаси) 9. Городницька Божена (Львів) 10. Громова Лада (Харків) 11. Дзюба Галина (Львів) 12. Зав'ялова Дарія (Львів) 13. Івасюк Інна (Львів) 14. Кіренко Ірина (Харків) 15. Кирилова Катерина (Львів) 16. Клос Мірка (Львів) 17. Ключнікова Галина ( Львів) 18. Коврова Лада (Одеса) 19. Коган Олена (Одеса) 20. Крюкова Анна (Харків) 21. Лемякіна Алла (Самбір) 22. Луценко Ірина (Харків) 23. Лучко Леся (Ужгород) 24. Макаревич Ольга (Одеса) 25. Маруняк Оксана (Ів.-Франк.) 26. Місюна Олена (Київ) | 27. Муравйова Наталя (Одеса) 28. Онищенко Володимир (Київ) 29. Пагутяк Галина (Львів) 30. Пахітос (Кириченко) (Харків) 31. Пильник Оля (Львів) 32. Плахова Олена (Харків) 33. Полуніч Сергій (Одеса) 34. Пренко Олександра (Кіровоград) 35. Резанова Ната (Київ) 36. Рубісевич Оксана (Київ) 37. Садова Роксолана (Львів) 38. Сенькіна Ольга (Харків) 39. Скляренко Оксана (Київ) 40. Сморчков Олег (Київ) 41. Сокольська Марія (Львів) 42. Теліженко Лариса (Черкаси) 43. Федун Оксана (Львів) 44. Цілуйко Олена (Львів) 45. Цюпа Оксана (Київ) 46. Шиян Вікторія (Харків) 47. Яблонська Ірина (Дніпропетровськ) 48. Яницька Наталія (Львів) 49. Ярошевич Уляна (Львів) 50. Міні-експозиція з львівського лялькового театру 51. Благодійний фонд «Карітас - Львів УГКЦ» (Лідія Садова, Наталія Городецька) |